# Joseph Schröter
Joseph Schröter (* 14. März 1837 in Patschkau (Oberschlesien); † 12. Dezember 1894 in Breslau) war einer der ersten deutschen Mykologen und daneben Bakteriologe, Mediziner und Wissenschaftler.
Joseph Schröter verfasste mehrere Bücher und Texte. Viele Pflanzen und besonders Pilzentdeckungen sowie -beschreibungen gehen auf ihn zurück. Sein botanisches Autorenkürzel ist J. Schröt., in anderen Sprachen häufig auch J. Schroet. geschrieben.

## Leben
Joseph Schröter wuchs in Patschkau (Oberschlesien) auf, wo er auch zur Schule ging. Sein Vater war der örtliche Apotheker. Ab 1855 studierte er Medizin an der Universität Breslau. Im Jahr 1856 wechselte er zur Kaiser-Wilhelms-Akademie für das militärärztliche Bildungswesen in Berlin. Dort wurde er Mitglied der Landsmannschaft Normannia. Im Dezember 1859 wurde er mit der Arbeit De paralysi cerebri progressiva zum Dr. med. promoviert und im selben Jahr nahm er seinen aktiven Dienst als Militärarzt im preußischen Heer auf.
Nach seiner Versetzung nach Breslau, wurde Schröter 1866 einer der ersten wissenschaftlichen Mitarbeiter am Pflanzenphysiologischen Institut der Universität Breslau unter Ferdinand Cohn. Nach seiner erneuten Versetzung nach Breslau wurde er 1886 in den Fächern Bakteriologie und Mykologie an der Universität Breslau habilitiert und arbeitete neben seiner militärärztlichen Tätigkeit auch als Dozent. Im Jahre 1890 wurde er daraufhin zum Professor an der Universität Breslau ernannt.
Er starb im Dezember 1894 nach der Rückkehr einer Expeditionsreise in die Türkei an den Auswirkungen der Malaria.

### Militärische Laufbahn
1859: Eintritt in das Preußische Heer, ab 1860: Assistenzarzt im 8. Rheinischen Infanterie-Regiment Nr. 70 in Saarlouis, später in der Rheinischen Artillerie-Brigade in Jülich, später im 2. Rheinischen-Infanterie-Regiment Nr. 28 in Aachen, 1865: Beförderung zum Stabsarzt, Bataillonsarzt im 3. Garde-Grenadier-Regiment Königin Elisabeth in Breslau, 1866: Teilnahme am Krieg gegen Österreich, 1870: Teilnahme am Deutsch-Französischen Krieg, 1871: Verlegung seiner Einheit nach Spandau, Beförderung zum Oberstabsarzt II. Klasse, 1872: Regimentsarzt im 1. Oberschlesischen Infanterie-Regiment Nr. 22 in Rastatt, 1874: Regimentsarzt im 6. Schlesischen Feldartillerie-Regiment in Breslau, 1883: Oberstabsarzt I. Klasse, 1892: Abschied von der Armee

### Auszeichnungen
- 1866: Königlicher Kronen-Orden (Preußen) IV. Klasse
- 1870: Eisernes Kreuz am weißen Bande II. Klasse
- 1874: Orden vom Zähringer Löwen, Ritterkreuz I. Klasse
- 1892: Roter Adlerorden III. Klasse mit Schleife

## Publikationen
- zahlreiche Aufsätze in Ferdinand Cohn’s Beiträgen zur Biologie der Pflanzen, u. a. Die Pflanzenparasiten aus der Gattung Synchytrium, Ueber die Stammfäule der Pandaneen, Ueber einige durch Bakterien gebildete Pigmente
- Aufsätze in den Jahresberichten der Schlesischen Gesellschaft für vaterländische Cultur, u. a. Entwicklungsgeschichte der Ustilagineae (1882), Grubenpilze (1883), Kellerpilze (1884), Entwicklungsgeschichte der Uredineae (1893)
- Die natürlichen Pflanzenfamilien (gesamte Klasse der Pilze), Engler und Prant, 1897.

## Von ihm beschriebene Pilze
Im Laufe seines Lebens entdeckte und beschrieb J. Schröter u. a. folgende Gattungen und Arten:
Gattungen
- Aleurodiscus
- Ceratiomyxa
- Clavulina
- Daedaleopsis
- Dicranophora
- Hygrophoropsis
- Plasmopara
- Sclerospora
- Sorosphaera
- Synchephalastrum

Arten
- Achroomyces effusus
- Clavulina cinerea
- Clavulina coralloides
- Daedaleopsis confragosa
- Serpula lacrimans
- Verpa bohemica

## Referenzen
- Heinrich Dörfelt & Heike Heklau: Die Geschichte der Mykologie. 1998.